# LXII edición de los Premios Ariel
La 62.ª entrega de los Premios Ariel organizada por la Academia Mexicana de Artes y Ciencias Cinematográficas (AMACC), se celebró el 27 de septiembre de 2020. Los nominados fueron anunciados el 23 de julio de 2020 por la actriz Marina de Tavira en un programa especial de Canal 22.

## Premios y nominaciones múltiples
| Película             | Nominaciones | Premios |
| -------------------- | ------------ | ------- |
| Ya no estoy aquí     | 13           | 10      |
| Sonora               | 10           | 2       |
| Asfixia              | 7            | 2       |
| Belzebuth            | 6            | 2       |
| Mano de obra         | 3            | 2       |
| Sanctorum            | 2            | 1       |
| Esto no es Berlín    | 12           | 0       |
| Polvo                | 11           | 0       |
| Cómprame un revólver | 8            | 0       |
| El complot mongol    | 4            | 0       |
| La paloma y el lobo  | 4            | 0       |
| Huachicolero         | 4            | 0       |
| Chicuarotes          | 3            | 0       |

## Nominados y ganadores
Indica el ganador dentro de cada categoría, mostrado al principio y resaltado en negritas. A continuación se listan los nominados:
| Mejor película | Mejor dirección |
| --- | --- |
| - Ya no estoy aquí - Panorama Entertainment - Asfixia - Puerco Rosa Producciones, EFICINE 226, Instituto Mexicano de Cinematografía, CTT Exp & Rentals, Estudios Churubusco S.A, Ítaca Films, COFIEJ, Neverending y Mil Nubes - Cómprame un revólver - Woo Films y Burning Blue - Esto no es Berlín - Catatonia Cine y La Palma De Oro Films - Polvo - Lady Leonor Producciones S. de R.L. de C.V., Alebrije Cine y Video, S.A. de C.V.      | - Fernando Frías de la Parra por Ya no estoy aquí - Kenya Márquez por Asfixia - Julio Hernández Cordón por Cómprame un revólver - Hari Sama por Esto no es Berlín - José María Yázpik por Polvo                                                                       |
| Mejor actor | Mejor actriz |
| - Luis Alberti por Mano de obra - Benny Emmanuel por Chicuarotes - Xabiani Ponce de León por Esto no es Berlín - Armando Hernández por La paloma y el lobo - José María Yázpik por Polvo | - Edwarda Gurrola por Luciérnagas - Verónica Langer por Clases de historia - Mariana Treviño por Polvo - Cassandra Ciangherotti por Solteras - Giovanna Zacarías por Sonora                                                                                           |
| Mejor coactuación masculina | Mejor coactuación femenina |
| - Raúl Briones por Asfixia - Manuel Rojas por Cómprame un revólver - Daniel Giménez Cacho por Chicuarotes - Adrián Vázquez por Polvo - Juan Manuel Bernal por Sonora | - Mónica del Carmen por Asfixia - Dolores Heredia por Chicuarotes - Bárbara Mori por El complot mongol - Ximena Romo por Esto no es Berlín - Dolores Heredia por Sonora                                                                                               |
| Mejor revelación actoral | Mejor película de animación |
| - Juan Daniel García Treviño por Ya no estoy aquí - Azul Giselle Magaña Ruiz por Asfixia - Coral Puente por Ya no estoy aquí - Johanna Heidi Fregoso por Asfixia - Eduardo Banda por Huachicolero | - Olimpia dir. J.M Cravioto - Día de los muertos dir. Carlos Eduardo Gutiérrez Medrano |
| Mejor guion original | Mejor guion adaptado |
| - Fernando Frías de la Parra por Ya no estoy aquí - Julio Hernández Cordón por Cómprame un revólver - Rodrigo Ordóñez, Max Zunino y Hari Sama por Esto no es Berlín - David Zonana por Mano de obra - Alejandro Ricaño y José María Yázpik por Polvo | - John Sayles y Guillermo Munro Palacio por Sonora - Sandra Becerril por Desde tu infierno - Sebastián del Amo por El complot mongol |
| Mejor fotografía | Mejor música original |
| - Damián García por Ya no estoy aquí - Alfredo Altamirano por Esto no es Berlín - Diego Tenorio por La paloma y el lobo - Tonatiuh Martínez Valdéz por Polvo - Serguei Saldivar Tanaka por Sonora | - Galo Durán por Sanctorum - Jacobo Lieberman por Sonora - Yolihuani Curiel, Sofía Orozco y Fernando Arias por Asfixia - Aldo Max Rodríguez por Belzebuth - Alberto Torres por Cómprame un revólver                                                                   |
| Mejor vestuario | Mejor diseño de arte |
| - Magdalena de la Riva y Gabriela Fernández por Ya no estoy aquí - Cyntia López por El complot mongol - Gabriela Fernández por Esto no es Berlín - Adela Cortázar por Polvo - Gabriela Fernández por Sonora | - Taísa Malouf Rodrigues y Gino Fortebuono por Ya no estoy aquí - Carlos Lagunas por Belzebuth - Ivonne Fuentes por Cómprame un revólver - Diana Quiroz por Esto no es Berlín - Bárbara Enríquez y Carmen Guerrero por Polvo                                          |
| Mejores efectos visuales | Mejor maquillaje |
| - Othón Reynoso, Thomas Boda, Jonatan Guzmán, Ricardo Robles, Paula Siqueira, Juan Lazzarini, Amilcar Herrera, Cris Cruz, Eddie Mendoza y Cyntia Navarro por Belzebuth - Alejandro Iturmendi por Esto no es Berlín - Javier Velázquez por Huachicolero - Alejandro Miranda y Fantasm por Sanctorum - Sasha Korellis y Catherine Tate por Ya no estoy aquí                                                                                    | - María Elena López e Itzel Peña García por Ya no estoy aquí - Roberto Ortiz por Belzebuth - Adam Zoller por Cómprame un revólver - Maripaz Robles y Cristián Pérez Jauregui por El complot mongol - Karina Rodríguez por Esto no es Berlín                           |
| Mejor sonido | Mejores efectos especiales |
| - Javier Umpiérrez, Yuri Laguna, Olaitan Agueh, Jaime Baksht y Michelle Couttolenc por Ya no estoy aquí - Isabel Muñoz Cota, Christian Giraud, Alejandro de Icaza, Jaime Baksht y Michelle Couttolenc por Belzebuth - Javier Umpiérrez y Damián del Río por Esto no es Berlín - Alejandro Ramírez, Enrique Greiner, Miguel Ángel Molina, Raymundo Ballesteros y David Muñoz por La paloma y el lobo - Raúl Locatelli y Pablo Lach por Sonora | - Ricardo Arvizu por Belzebuth - Ricardo Arvizu por Feral - José Manuel Martínez por Huachicolero - Alejandro Vázquez por Sonora - José Martínez por Ya no estoy aquí                                                                                                 |
| Mejor ópera prima | Mejor Largometraje Documental |
| - Mano de obra por David Zonana - Huachicolero por Edgar Nito Arrache - La paloma y el lobo por Carlos Lenin Treviño Rodríguez - Noches de julio por Axel Muñoz - Polvo por José María Yazpik | - Marcela Arteaga por El guardián de la memoria - Luke Lorentzen por Familia de medianoche - Acelo Ruíz Villanueva por Oblatos, el vuelo que surcó la noche - Nuria Ibáñez Castañeda por Una corriente salvaje - Diego Enrique Osorno por Vaquero del mediodía        |
| Mejor edición | Mejor cortometraje documental |
| - Yibrán Asuad y Fernando Frías de la Parra por Ya no estoy aquí - Lenz Claure por Cómprame un revólver - Rodrigo Ríos Legaspi, Ximena Cuevas y Hari Sama por Esto no es Berlín - Miguel Schverdfinger por Polvo - Valentina Leduc y Jorge García por Sonora | - Lorena, la de pies ligeros dir. Juan Carlos Rulfo - A 3 Minute Hug dir. Everardo González - Abrir la tierra dir. Alejandro Zuno - El valiente ve la muerte solo una vez dir. Diego Enrique Osorno - La bruja de Texcoco dir. Alejandro Paredes y Cecilia Villaverde |
| Mejor cortometraje de animación | Mejor película iberoamericana |
| - Dalia sigue aquí dir. Nuria Menchaca - Adelina dir. Ana Portilla - Eclosión dir. Rita Basulto - El tigre sin rayas dir. Raúl Alejandro Morales Reyes - Hant Quij Cöipaxi Hac (La creación del mundo) dir. Antonio Coello | - Dolor y gloria por Pedro Almodóvar ( España) - La odisea de los giles por Sebastián Borensztein ( Argentina) - La vida invisible por Karim Aïnouz ( Brasil) - Monos por Alejandro Landes ( Colombia) - Retablo por Álvaro Delgado-Aparicio ( Perú)                  |
| Mejor cortometraje de ficción | Ariel de Oro presentado por Felipe Cazals y Diana Bracho |
| - Las desaparecidas Astrid Domínguez - 5:03 AM dir. Abril Schmucler - Encuentro dir. Ivan Löwenberg - La bruja del fósforo paseante Sofía Carrillo - Una canción para María dir. Omar Deneb Juárez | María Rojo (Actriz) Lucía Álvarez Vázquez (Compositora) |